# Vielleicht?
Vielleicht? ist ein Lied des deutschen Musikers José Alvarez-Brill, in Kooperation mit dem deutschen Synthiepop-Sänger Peter Heppner, aus dessen Remixalbum Alvarez Presents Zeitmaschine Remixed.

## Entstehung und Veröffentlichung
Geschrieben wurde das Lied gemeinsam von José Alvarez-Brill, Peter Heppner und Henning Verlage. Produziert wurde die Single durch Alvarez-Brill und Verlage. Das Mastering tätigte Götz Rieth von den Emil Berliner Studios. Verlage war größtenteils auch für die musikalische Einspielung verantwortlich, er spielte die Keyboard-Sounds ein. Im Lied finden sich auch Gitarrenklänge wieder, die durch externe – unbekannte – Studiomusiker eingespielt wurden.
Die Erstveröffentlichung von Vielleicht? erfolgte am 3. Oktober 2005 als CD und Vinylplatte in Deutschland. Das Lied wurde unter den Musiklabels Island Records und Universal Music Domestic Division veröffentlicht, durch den Arabella Musikverlag, Edition Pleasure Park, den Fansation Musikverlag, den Hanseatic MV und den pH-Werk Musikverlag verlegt sowie durch Universal Music Publishing vertrieben. Hierbei handelt es sich um keine herkömmliche Singleauskopplung, deswegen ist das Lied bis heute nie als Maxi-Single erschienen. Die Single erschien lediglich als Promo-Single. Das Pressen der Schallplatten wurde vom Unternehmen Optimal Media Production übernommen. Die Single beinhaltet lediglich drei Remixversion zu Vielleicht?, das Original wurde nur auf Alvarez-Brills-Album Alvarez Presents Zeitmaschine Remixed veröffentlicht. Unter anderem finden sich Remixe von Robert Kottok und Northern Lite auf dem Promo-Tonträger.

## Hintergrund
Vielleicht? ist nicht die erste Zusammenarbeit von José Alvarez-Brill und Peter Heppner. In der Vergangenheit war Alvarez oft als Produzent für Heppners Bandprojekt Wolfsheim tätig. Auch als Solo-Künstler produzierte er Heppner bereits im Vorfeld. 1998 produzierte er die Single Die Flut von Witt/Heppner. 2010 arbeiteten die beiden erneut zusammen und veröffentlichten die Promo-Single Dieser Augenblick.
Im Begleitheft zu Alvarez Presents Zeitmaschine Remixed ist folgende Aussage von Alvarez über die Zusammenarbeit mit Heppner zu finden: „Einer der größten Wünsche von mir war es schon immer, einen Song mit Peter gemeinsam zu schreiben. Schon sehr früher haben wir immer gesagt, wir müssen mal etwas machen. Doch wie das so ist, sind dann 13 Jahre vergangen, wobei 13 meine Glückszahl ist. Es war eine sehr intensive Arbeit an diesem Stück, die wir weitestgehend neuer Kreativwerkstatt pH-Werk vollbrachten. Diese Räumlichkeiten wurden gerade renoviert und wie saßen also überwiegend nachts zwischen Farbe und Psppkartons mit unserer Basis-Studio-Technik und machten konzentriert Musik. Wir beide hatten das gleiche Gefühl: „Das ist ja wie früher, irgendwie gut!!!““

## Inhalt
Der Liedtext zu Vielleicht? ist in deutscher Sprache verfasst. Die Musik wurde von José Alvarez-Brill und Henning Verlage, der Text von Peter Heppner geschrieben. Musikalisch bewegt sich das Lied im Bereich des Dance-Pops. Die Komposition verbindet moderne Musik mit Lyrik aus der Jahrhundertwende. Aufgebaut ist das Lied auf zwei Strophen, einem Refrain zwischen den Strophen sowie ein sich mehrfach wiederholender am Ende des Liedes. Der Liedtext besteht aus einer Aneinanderreihung von „vielleicht“ Aussagen bzw. Fragen, die sich teilweise reimen. Die Fragen befassen sich hauptsächlich mit dem Thema rund um eine Liebesbeziehung.

„Vielleicht nun dann und wann,
fängt vielleicht was neues an,
vielleicht für dich und mich,
vielleicht …“

## Musikvideo
Das Musikvideo zu Vielleicht? wurde am 7. September 2005 gedreht und feierte im Oktober desselben Jahres seine Premiere. Es zeigt wie Heppner – singend mit einer Kamera ausgestattet – durch Landschaftszüge wandert und Menschen begegnet, die sich wie er selbst an bestimmten Orten filmen. Heppner filmt sich an einer Bushaltestelle, vor einer Backsteinmauer (auf der ein großes weißes Herz gemalt wurde) und vor einem großen Baum. Bei seiner Wanderung begegnet er Alvarez-Brill, der ein Familienvideo von sich, seiner Frau und seinen zwei Kindern, vor ihrem Eigenheim, dreht. Des Weiteren begegnet er zwei Frauen, die sich beim Modeln vor einem See filmen, einem Mann der sich bei einem Monolog auf einer Wiese filmt, eine ältere Frau, die sich auf einer Parkbank schminkt, ein Jugendlichen der sich beim Ball hochhalten filmt sowie eine blonde Frau, die sich selbst auf einer Wiese, vor dem Hintergrund einer Brücke während der Abenddämmerung, filmt. Ebendiese Frau trifft am Ende des Videos auf Heppner und übergibt ihm ihre getätigten Aufnahmen. Auf der Hülle der Kassette befindet sich ein kleines Herz. Das Video endet damit, dass Heppner der Frau folgt.
Die Gesamtlänge des Videos beträgt 3:50 Minuten. Regie führte, wie schon bei Heppners Leben … I Feel You, erneut Hans Hammers Jr. II. Darüber hinaus arbeiteten der Kameramann Ben Wolf und der Herstellungsleiter Florian Buba an dem Video mit. Produziert wurde es von Luminus Film. Im April 2018 wurde das Video offiziell auf Heppners YouTube-Kanal hochgeladen, wo es bis März 2025 über 1,2 Millionen Aufrufe zählte.

## Mitwirkende
| Liedproduktion - José Alvarez-Brill: Komponist, Musikproduzent - Peter Heppner: Liedtexter - Götz Rieth: Mastering - Henning Verlage: Keyboard, Komponist, Musikproduzent Artwork (Musikvideo) - Florian Buba: Herstellungsleiter - Hans Hammers Jr. II: Regisseur - Luminus Film: Filmproduzent - Ben Wolf: Kameramann | Unternehmen - Arabella Musikverlag: Verlag - Edition Pleasure Park: Verlag - Emil Berliner Studios: Mastering - Fansation Musikverlag: Verlag - Hanseatic MV: Verlag - Island Records: Musiklabel - Optimal Media Production: Vinyl-Hersteller - pH-Werk Musikverlag: Verlag - Universal Music Domestic Division: Musiklabel - Universal Music Publishing: Vertrieb |

## Rezeption
Bis heute konnte sich das Lied in keinen offiziellen Charts platzieren und genaue Verkaufszahlen sind auch nicht bekannt. Der Titel erschien auf Alvarez Remixalbum Alvarez Presents Zeitmaschine Remixed sowie auf dem Sampler Bravo Hits 52.
Rezensionen
Die Internetseite depechemode.de beschreibt die Produktion als eine Anlehnung an die derzeitige Musiklandschaft. Es handele sich um eine „solide“ Single, die ohne große „Ecken und Kanten“ produziert wurde und direkt ins Ohr gehe. Textlich lasse man dem Hörer Spielraum für eigene Interpretationen. Insbesondere der von Northern Lite angefertigte „Lite Remix“ steche hervor, da der Remix in einem „besinnlicheren“ Tempo abgespielt und durch „markante Synthies“ bereichert wurde.